# Uenobrium piceorubrum
Uenobrium piceorubrum är en skalbaggsart som först beskrevs av Hayashi 1971.  Uenobrium piceorubrum ingår i släktet Uenobrium och familjen långhorningar.
Artens utbredningsområde är Taiwan. Inga underarter finns listade i Catalogue of Life.